# Xã Kragnes, Quận Clay, Minnesota
Xã Kragnes (tiếng Anh: Kragnes Township) là một xã thuộc quận Clay, tiểu bang Minnesota, Hoa Kỳ. Năm 2010, dân số của xã này là 293 người.